# Musée des Égouts

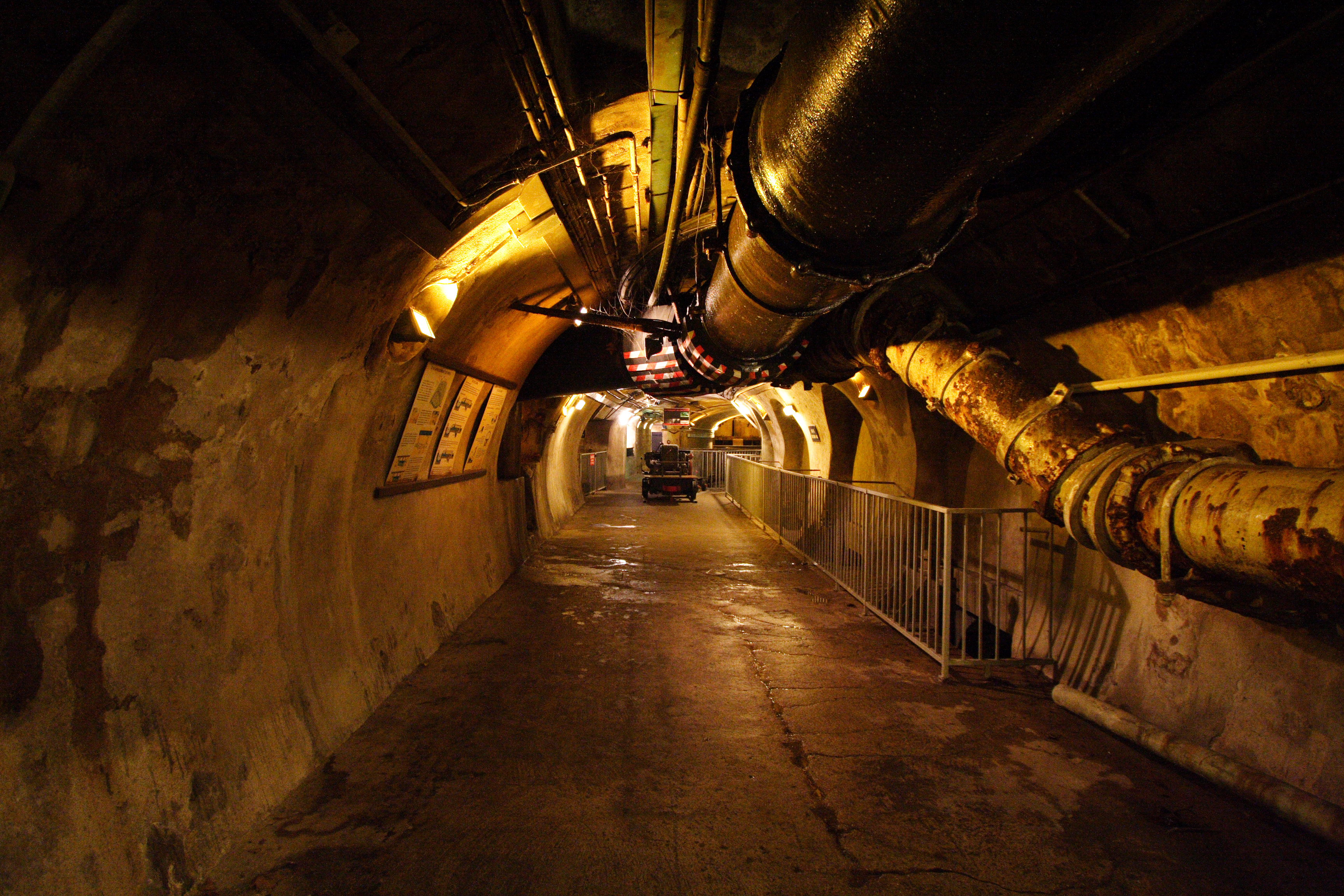
Cống ngầm của Paris

Musée des Égouts de Paris, tức Bảo tàng cống ngầm Paris, là một phần cống ngầm của thành phố Paris được mở cửa cho công chúng tới thăm, có lối vào ở bên cầu Alma, Quận 7. Hệ thống cống ngầm của Paris được xây dựng từ nhiều thể kỷ trước và dài hàng ngàn km. Chính quyền Paris ngày nay mở cửa một phần cống ngầm cho công chúng vào khám phá, và tổ chức cả những triển lãm giới thiệu lịch sử hệ thống cống và vòng tuần hoàn nước ở Paris. Năm 2007 đã có gần 100 ngàn lượt khách vào thăm hệ thống cống ngầm của Paris.